# Mordellistena dropkini
Mordellistena dropkini es una especie de coleóptero de la familia Mordellidae.

## Distribución geográfica
Habita en Panamá.